# Галл (озеро, провинция Онтарио)
Галл (англ. Gull Lake) — озеро в округе Халибуртон, Онтарио, Канада. Одно из крупнейших в округе Халибертон площадью около 10 км, расположенное на западной стороне трассы 35 между городом Минден и водопадом Мур. Высота над уровнем моря — 269 м.

## Климат
В окрестностях озера преобладают смешанные леса. Регион находится в субарктической климатической зоне, из-за чего среднегодовая температура в регионе — 5 °C. Самым теплым месяцем является июль, когда средняя температура составляет 22 °C, а самым холодным — январь с температурой −17 °C.
| Климатограмма озера Галл                             | Климатограмма озера Галл | Климатограмма озера Галл | Климатограмма озера Галл | Климатограмма озера Галл | Климатограмма озера Галл | Климатограмма озера Галл | Климатограмма озера Галл | Климатограмма озера Галл | Климатограмма озера Галл | Климатограмма озера Галл | Климатограмма озера Галл |
| ---------------------------------------------------- | ------------------------ | ------------------------ | ------------------------ | ------------------------ | ------------------------ | ------------------------ | ------------------------ | ------------------------ | ------------------------ | ------------------------ | ------------------------ |
| Я                                                    | Ф                        | М                        | А                        | М                        | И                        | И                        | А                        | С                        | О                        | Н                        | Д                        |
| 0 −13 −17                                            | 0 −5 −11                 | 0 5 −6                   | 0 6 −5                   | 0 20 11                  | 0 21 13                  | 0 22 18                  | 0 22 16                  | 0 19 13                  | 0 10 2                   | 0 −4 −8                  | 0 −7 −12                 |
| Температура в °C • Сумма осадков в мм Источник: НАСА |                          |                          |                          |                          |                          |                          |                          |                          |                          |                          |                          |

## Фауна

### Разновидность рыбы
Озеро обладает большими рыбными ресурсами и пользуется популярностью у рыбаков.
| Название                    | Изображение |
| --------------------------- | ----------- |
| Озёрная форель              |             |
| Малоротый окунь             |             |
| Большеротый окунь           |             |
| Жёлтый окунь                |             |
| Светлопёрый судак           |             |
| Озёрный сиг                 |             |
| Налим обыкновенный          |             |
| Микижа                      |             |
| Азиатская корюшка           |             |
| Канальный сомик             |             |
| Щука-маскинонг              |             |
| Красноглазый каменный окунь |             |